# Teddy Akumu
Anthony Akumu Agai (sinh ngày 20 tháng 10 năm 1992) là một cầu thủ bóng đá người Kenya thi đấu cho ZESCO United, ở vị trí tiền vệ.

## Sự nghiệp
Sinh ra ở Rachuonyo, Akumu từng thi đấu bóng đá cho Gor Mahia, Al Khartoum và ZESCO United.
Anh ra mắt quốc tế cho Kenya năm 2011.